# Hausa (folk)
Hausa är en folkgrupp i Västafrika, framför allt i norra Nigeria och Niger, där de utgör stora delar av befolkningen. De talar språket hausa och är muslimer. Traditionellt är hausa jordbrukare, men många har blivit handelsmän i städerna.
I norra Nigeria ligger hausafolkets sju traditionella städer Biram, Daura, Gobir, Kano, Katsina, Rano och Zaria, som länge har varit viktiga maktcentra.